# Palazzetto Villa-Cornoldi-Fanan
Palazzetto Villa-Cornoldi-Fanan si trova nel centro di Fratta Polesine, accanto alla casa natale di Giacomo Matteotti e nelle immediate adiacenze della Villa Badoer di Palladio, quest'ultima annoverata tra i patrimoni mondiali dell'Umanità dall'Unesco.

## Descrizione
Il complesso è formato da un palazzo domenicale recintato e da una barchessa separata per complessivi 1.700 m2. L'edificio padronale, rivolto verso ovest, prospetta su via Ruga e sul canale Scortico, una delle idrovie utilizzate dalla nobiltà veneziana già nel XVI secolo per raggiungere le loro residenze in Polesine e che metteva in comunicazione i due maggiori fiumi italiani, l'Adige e il Po. L’edificio si eleva su tre piani, con tetto a padiglione. Il prospetto della villa è concluso da un frontone centinato sormontato da tre pinnacoli. L’intero complesso con le sue pertinenze è annoverato tra le dimore storiche censite dall'Istituto Regionale delle Ville Venete.

## Storia
La costruzione risale ai primi anni del XVIII secolo, dato confermato dal Catastico veneto del 1775, commissionata dal notaio Francesco Villa, come si ricava da alcuni stucchi nelle sale e dalle iniziali F e V poste su una torretta della facciata. Agli inizi del 1800 la villa fu sede di incontri della Carboneria. Uno dei proprietari, Antonio Villa (1775-1826), nipote di Francesco Villa, vi fu arrestato il 16 dicembre 1818 dopo il brindisi dell'11 novembre in casa Monti-Arnaud dei carbonari della Fratta e condotto alla fortezza-prigione dello Spielberg presso Brno, dove morì il 23 giugno 1827 dopo lunghe torture, stessa sorte del suo concittadino Antonio Fortunato Oroboni (1791-1823). La figura di Antonio Villa è ricordata anche da Silvio Pellico ne Le mie prigioni. Dopo i Villa il palazzetto fu rilevato dai Cornoldi, una famiglia che vantava tra i discendenti anche collezionisti di musica, musicologi e violinisti, tra cui Antonio Cornoldi, che scrisse un volume di etnomusicologia con particolare riferimento al Polesine. I Cornoldi possedettero la villa dal 1850 fino al 1987.

## L’attualità
Dopo il 1987 la villa divenne la residenza del collezionista polesano Giorgio Fanan che trasferì in essa tutta la sua Biblioteca musicale. La residenza divenne un punto di incontro per musicologi provenienti da tutto il mondo e fu spesso teatro di concerti con musicisti invitati dallo stesso Fanan, per musica solistica o da camera ma anche con grandi organici, ospitati nel giardino della villa. 

## Galleria d'immagini

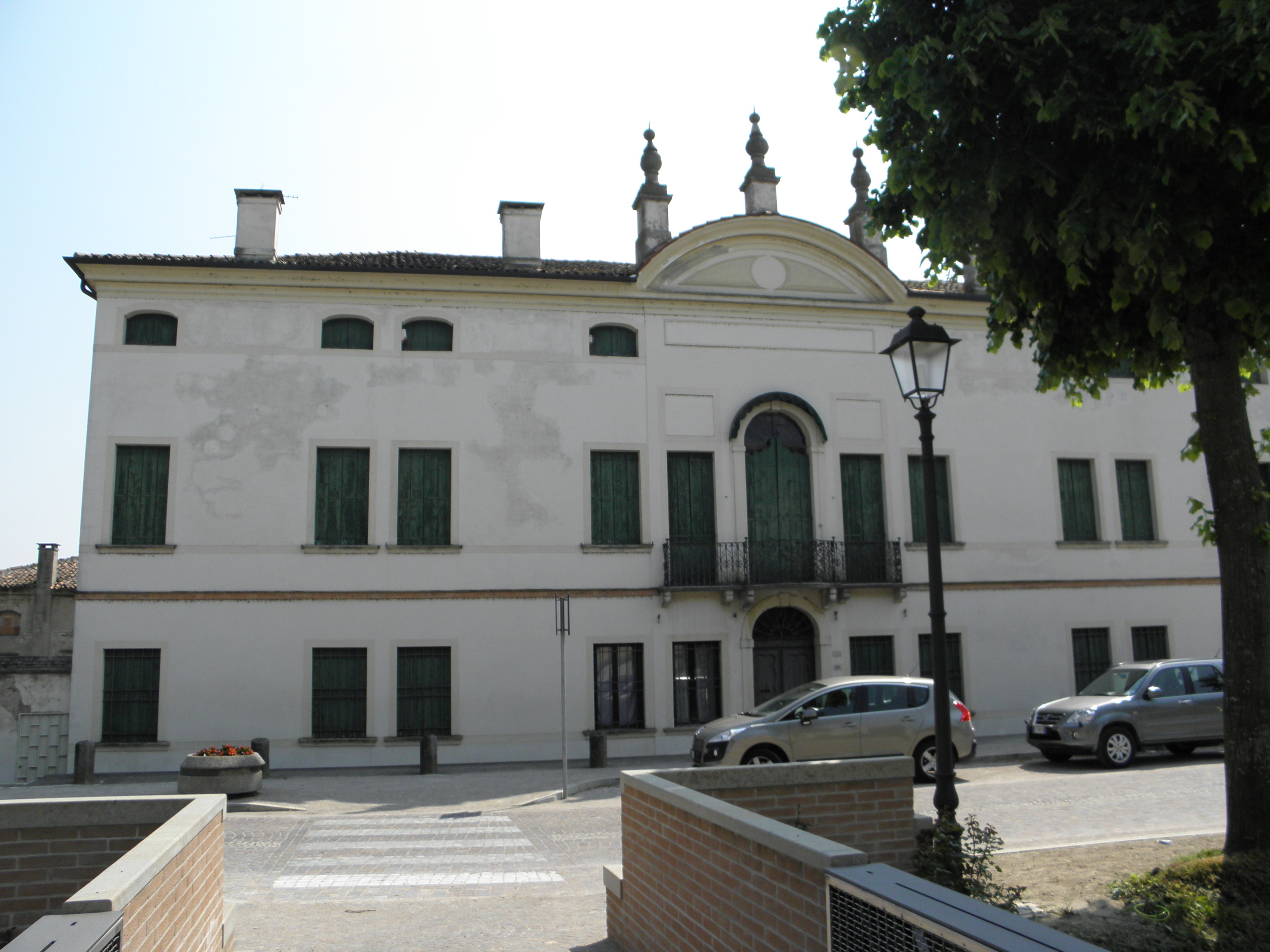
La facciata